# Курто, Маргарита
Маргарита Габриэль Курто (англ. Marguerite Gabrielle Courtot; 20 августа 1897—28 мая 1986) — американская актриса немого кино.

## Ранняя жизнь
Маргарита Габриэль Курто родилась в Саммите, штат Нью-Джерси 20 августа 1897 года в семье Гюстава Курто (1870—1906), родившегося во Франции, и Шарлотты Мари Курто (урождённая Крамер, 1860—1933), которая родилась в Швейцарии, а затем пошла по стопам дочери и стала актрисой. Гюстав прибыл в Америку в 1887 году, а Шарлотта — годом позже. Они поженились на Манхэттене 7 июля 1890 года и через два с половиной месяца родилась сестра Маргариты, Джульетта. Маргарита имела французское и немецкое происхождение.
Образование Курто получила в Нью-Йорке и Швейцарии.

## Карьера
Курто стала детской моделью и в июне 1912 года, когда ей ещё не исполнилось и пятнадцати лет, присоединилась к киностудии Kalem, появившись в фильме 1913 года «Загадка оловянного солдатика» вместе со звездой того времени Элис Джойс и Гарри Ф. Миллардом, дебютировавшего в кино. С того момента и по 1916 год Курто снялась в 37 фильмах производства Kalem, сыграв при этом также главную роль в приключенческом шестнадцатисерийном сериале «Приключения Маргариты».
После слияния компаний Kalem и Vitagraph Studios Маргарита Курто сыграла главную роль в фильме Gaumont Pictures «Живые мёртвые», снятого режиссёром Анри Дж. Верно. После нескольких фильмов с кинокомпанией Джесси Л. Ласки Famous Players Film Company и небольшими независимыми кинокомпаниями, Курто потратила большую часть 1918 года, чтобы совершить поездку по стране и использовать свою публичную известность для поддержки действий Америки в Европе в Первой мировой войне. Когда война закончилась, она вернулась в кино, присоединившись к кинокомпании Pathé. Хотя у неё были главные роли, она также работала во второстепенных ролях, в частности в сериале 1921 года «Небесный рейнджер» с Джун Каприс и «Желтая рука» с Хуанитой Хансен в главных ролях.

## Брак и уход из киноиндустрии
В 1922 году во время работы над фильмом «По морю на кораблях», который стал её самой важной полнометражной работой, Маргарита Курто начала отношения со своим партнёром по фильму и возлюбленным детства Рэймондом Макки. Они поженились 23 апреля 1923 года и после ещё двух фильмов Курто ушла из кино, чтобы создать с Макки семью. У них был один ребёнок, сын Рэймонд Курто Макки (25 июня 1926 — 15 ноября 2015). Курто и Макки управляли успешным рестораном The Zulu Hut в Лос-Анджелесе и делили свое время между домами в Гонолулу и Лонг-Бич. Их брак продлился более шестидесяти лет.

## Смерть
Муж, Рэймонд Макки, умер в 1984 году, а сама Маргарита Курто умерла два года спустя в Лонг-Бич, Калифорния. Они похоронены вместе на Риверсайдском национальном кладбище в Риверсайде, Калифорния.

## Выборочная фильмография
- Breaking into the Big League[англ.] (1913)*короткометражка
- The Octoroon (1913)*короткометражка
- Вампир[англ.] (1913)
- Знаменитый случай[англ.] (1914)
- Преступление и наказание[англ.] (1917)
- Неверующий[англ.] (1918)
- Идеальный любовник[англ.] (1919)
- Связанный и заткнутый рот[англ.] (1919)
- Подводное течение[англ.] (1919)
- Золото пиратов[англ.] (1920)
- Бархатные пальцы[англ.] (1920)
- Разбойники и романтика[англ.] (1920)
- Жёлтая рука[англ.] (1921)
- За пределами радуги[англ.] (1922)
- Сайлас Марнер[англ.] (1922)
- По морю на кораблях (1922)
- Непоколебимое сердце[англ.] (1923)
- Жаклин, или Сверкающие барьеры (1923)[11]